# Mesoplodon traversii
Il mesoplodonte di Travers (Mesoplodon traversii) è un cetaceo odontoceto della famiglia Ziphiidae.
Un frammento di mascella di questa specie fu ritrovato sull'isola di Pitt (Nuova Zelanda) nel 1872, acquistato nel 1873 da Hector e descritto l'anno successivo da John Edward Gray, che la chiamò Mesoplodon traversii in onore di Henry Hammersley Travers, il collezionista. Questa specie venne confusa inizialmente, dalla scoperta al 1878, con il mesoplodonte di Layard (Hector 1878, che infatti non considerò mai il ritrovamento appartenente ad una specie diversa). Una calotta cranica ritrovata negli anni '50 sull'isola di White (anch'essa in Nuova Zelanda) rimase trascurata per anni, ma in seguito venne attribuita ad un mesoplodonte di Nishiwaki (Baker e van Helden 1999).
Nel 1986, una scatola cranica danneggiata venne ritrovata spiaggiata sull'isola di Robinson Crusoe (Cile), e venne descritta come appartenente ad una nuova specie, Mesoplodon bahamondi o mesoplodonte di Bahamonde. I risultati della sequenza del DNA e dei paragoni morfologici (van Helden et al. 2002) hanno mostrato che tutti e tre i resti appartengono ad una stessa specie, nota perciò come M. traversii.
Il mesoplodonte di Travers è considerato uno dei cetacei più rari e, fino al 2012, era una delle meno conosciute. Due esemplari, madre e piccolo, sono stati ritrovati spiaggiati in Nuova Zelanda nel 2010. Inizialmente i due esemplari furono attribuiti alla meno rara specie mesoplodonte di Gray. Solo dopo ripetute analisi del DNA e gli studi condotti da Kirsten Thompson dell'Università di Auckland, a distanza di due anni da ritrovamento, i due esemplari sono stati identificati come appartenenti alla specie M. traversii in un articolo pubblicato sulla rivista Current Biology.

## Descrizione fisica
Fino al ritrovamento dei due esemplari avvenuta nel 2010 in Nuova Zelanda, non sapevamo niente riguardo a questa specie, tranne l'anatomia cranica e dentaria. Ci sono alcune differenze notevoli rispetto ad altri mesoplodonti, come le dimensioni notevolmente grandi del rostro; nel complesso dovrebbe assomigliare nell'aspetto ad un mesoplodonte di Nishiwaki più grande del normale, dal momento che i loro crani sono molto simili, eccetto che per le dimensioni. La caratteristica peculiare di quest'animale sono i denti molto grandi, 23 cm, dalle dimensioni simili a quelli del mesoplodonte di Layard. I denti sono più grandi di quelli del Layard, ed un denticello peculiare sulla punta dei denti presente in entrambe le specie è più pronunciato nel mesoplodonte di Travers. Il nome comune inglese deriva dalla parte dei denti che si protende in vita dalle gengive, che, diversamente da quella a forma di cinghia dei mesoplodonti di Layard, ha una forma più simile alla punta degli arpioni dei balenieri del XIX secolo.
Nonostante le dentature piuttosto simili, il mesoplodonte di Travers e il mesoplodonte di Layard sembrano imparentati solamente alla lontana. Le relazioni tra le due specie non sono note con certezza, dal momento che sono molto diverse morfologicamente e le informazioni provenienti dalla sequenza del DNA sono contraddittorie ed è impossibile proporre un'ipotesi filogenetica ben fondata. A giudicare dalle dimensioni del cranio, la specie potrebbe essere lunga tra i 5 e i 5,5 metri, e forse un po' più grande.

## Popolazione e distribuzione

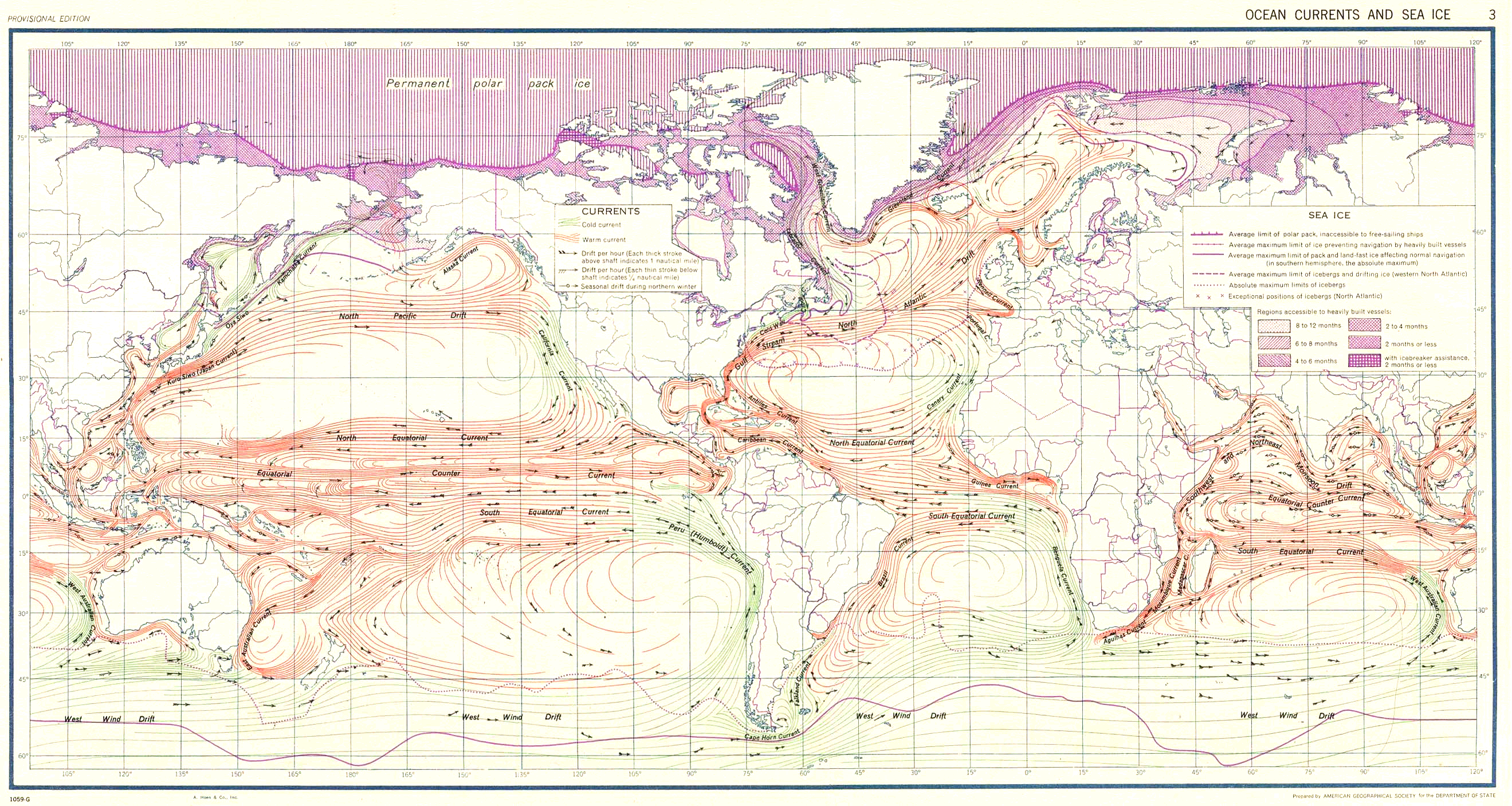
Mappa delle correnti oceaniche superficiali

Questa specie è stata trovata nel Pacifico orientale e occidentale, sebbene non sia stata trovata nella zona tra di essi. Considerando il fatto che gli esemplari sono andati alla deriva spinti dalle correnti oceaniche superficiali prima di depositarsi sulle spiagge, è più probabile che provengano da una zona diversa del Pacifico meridionale - forse tra l'area nordorientale della Nuova Zelanda e il Pacifico centrale - ad una latitudine intorno al tropico del Capricorno. Comunque, dal momento che non sappiamo per quanto tempo questi cetacei morti siano andati alla deriva prima di arenarsi, non possiamo affermare questo con certezza.

## Ecologia e status
Questa specie non è mai stata vista viva, quindi è noto poco o nulla del suo comportamento. Forse non differisce da quello degli altri Mesoplodon di medie dimensioni, specie di acque profonde che vivono da sole o in piccoli gruppi e che si nutrono di cefalopodi e piccoli pesci. I giovani diventano indipendenti dalle loro madri intorno ad un anno di vita, come nella maggior parte degli odontoceti.
Lo status di popolazione della "balena" dai denti a spatola è del tutto sconosciuto, ma quasi sicuramente questi cetacei sono piuttosto rari.

## Esemplari
- NMNZ 546 - 1872; esemplare dell'isola Pitt in Columbia Britannica (Canada). In apparenza un maschio, forse completamente adulto.
- Collezione MacGregor della Scuola di Scienze Biologiche dell'Università di Auckland (senza numero) - esemplare degli anni '50 dell'isola Whakaari (Nuova Zelanda). Forse completamente adulto.
- MNHNC 1156 - 1986; esemplare dell'isola di Robinson Crusoe nelle Isole Juan Fernández (Cile) - Forse completamente adulto.

Il sesso degli esemplari del XX secolo è ignoto. Si potrebbe, però, in teoria, svelarlo - basterebbe cercare di recuperare le sequenze del DNA del cromosoma Y. Bisogna aggiungere che il poco materiale disponibile proveniente dall'esemplare dell'isola di Pitt e dalle calotte craniche rende problematico ogni paragone anatomico diretto.